# Walter De Raffaele
Walter De Raffaele (Livorno, 31 ottobre 1968) è un allenatore di pallacanestro ed ex cestista italiano.

## Carriera

### Cestista
Da giocatore faceva parte della formazione dell'Enichem Livorno stagione 1988-89 che fece la finale scudetto con Milano, e nella finale diede il cambio per pochi minuti ad Alessandro Fantozzi. Dal 1989 al 1993 ha giocato a Marsala, con cui ha vinto la Serie B2, la Serie B1 e disputato anche la Serie A2.
Nel 1994 fu ceduto alla formazione dell'Olimpia Pistoia.

### Allenatore
I suoi più importanti successi sono la vittoria degli scudetti 2016-17 e 2018-19 come allenatore della Reyer Venezia.
Nella stagione 2017-18 trionfa nella FIBA Europe Cup in finale contro la Sidigas Avellino.
In Coppa Italia, disputata nel febbraio 2020 a Pesaro, vince con la Reyer Venezia contro la New Basket Brindisi per 73 a 67.
Il 5 febbraio 2023, a seguito della sconfitta interna contro Brindisi e dopo una striscia di 4 sconfitte consecutive, viene sollevato dall'incarico di head coach dopo 7 anni alla guida del club veneziano.
Il 26 dicembre 2023 viene annunciato dopo alcuni giorni di trattative come successore di Marco Ramondino alla guida della prima squadra della società alessandrina di Derthona Basket, siglando un contratto fino al 30 giugno 2026. Il contratto viene però rescisso alla fine della stagione 2024-2025.

## Palmarès

### Allenatore

#### Competizioni nazionali
- Campionato italiano: 2

Reyer Venezia: 2016-17, 2018-19
- Coppa Italia: 1

Reyer Venezia: 2020
- Campionato Juniores d'Eccellenza: 1

Basket Livorno 2001
- Coppa Italia LNP: 1

Casalpusterlengo: 2007

#### Competizioni internazionali
- FIBA Europe Cup: 1

Reyer Venezia: 2017-18